# Национальные символы Шотландии

## Флаги
|  | Флаг Шотландии представляет собой Андреевский крест на синем полотнище. Флаг существует с IX века и является старейшим национальным флагом, находящимся в использовании. |
|  | Королевский штандарт Шотландии — флаг королей Шотландии также часто называют «восстающим львом» (Lion Rampant) по его основной фигуре, находящейся на золотом фоне. Флаг является государственным символом монарха в Шотландии и официально не может быть использован рядовыми гражданами, однако это правило в Шотландии зачастую игнорируется. |

## Геральдика
|  | Герб Шотландии является символом Шотландии и её монархии. В золотом поле с червлёной двойной внутренней каймой, проросшей лилиями, восстающий лев того же цвета с синими когтями и языком. После Акта об Унии 1707 года шотландский герб стал частью герба Великобритании, но по-прежнему представляет Шотландию на монетах фунтов стерлингов. Мотив герба часто используется спортивными командами, например, сборной Шотландии по футболу. |
|  | Чертополох является цветочной эмблемой Шотландии. Символ широко используется в шотландской и британской геральдике, логотипах, а также на британских монетах. |
|  | Королевские регалии Шотландии хранятся в Эдинбургском замке. Стилизованная корона Шотландии используется для маркировки шотландской службы скорой помощи, полиции и почтовых ящиков в Шотландии. |

## Гимн
В Шотландии нет официального гимна. На звание неофициального гимна претендуют несколько песен:
- Flower of Scotland играет во время спортивных соревнований национальных команд, с 2010 года во время выступления шотландских команд в Играх Содружества.
- Scotland the Brave
- Highland Cathedral
- Scots Wha Hae
- A Man's A Man for A' That.[2]

## Культура
|  | Burns Supper празднуется в день рождения шотландского национального поэта Роберта Бёрнса (25 января).                                                                    |
|  | В день подписания Арбротской декларации о независимости Шотландии ежегодно отмечается День Тартана.                                                                      |
|  | Скунский камень, представляющий собой блок песчаника, долгое время использовался для коронации шотландских монархов. Сейчас является символом шотландской независимости. |
|  | День Св. Андрея, выпадающий на 30 ноября, является официальным банковским выходным днем.                                                                                 |
|  | Тартан используется для расцветки шотландки, из которой изготавливают килты, и может символизировать определённый клан, а также местность или организацию.               |
|  | Великая хайлендская волынка — национальный музыкальный инструмент, неофициальный символ Шотландии.                                                                       |

## Флора и фауна
|  | Единорог используется в геральдике Шотландии. Единорог поддерживает щит на королевском гербе Великобритании. Часто единорог устанавливался на верхушке меркат-кросса. |
|  | Чертополох — национальная цветочная эмблема. |
|  | Вереск занимает особое почётное место. Ранее из его листьев производили жёлтый краситель для шотландки. Также он использовался в производстве верескового эля.        |
|  | Шотландская сосна является национальным деревом. |

## Еда и напитки
|  | Рыба и картофель фри является одним из национальных шотландских (британских) блюд.          |
|  | Хаггис — традиционное шотландское блюдо из бараньих потрохов, сваренных в бараньем желудке. |
|  | Irn-Bru — шотландский газированный напиток.                                                 |
|  | Shortbread — песочное печенье.                                                              |
|  | Шотландский виски.                                                                          |